# Неволин, Виктор Андреянович
Виктор Андреянович Неволин (3 марта 1926, Верхнеусинское, Красноярский край — 29 ноября 2016, Красноярск) — советский геолог, лауреат Государственной премии СССР. Почётный гражданин Красноярского края (2002).

## Биография
Родился 3 марта 1926 года в селе Верхнеусинском Ермаковского района в старообрядческой семье, которую в 1931 году выслали в Томскую область (Пышкинско-Троицкий район), его отец — крестьянин Андреян Моисеевич Неволин, работал охотником, заготавливал пушнину, работал в Нарыме, после войны занимался разведением соболей, прожил он 90 лет. Мать работала уборщицей.
С 15-летнего возраста работал охотником-промысловиком.
В феврале 1943 года добровольцем ушёл на фронт, 8 лет служил в ВМФ (Тихоокеанский, Балтийский и Черноморский флот (53-я аэродромно-техническая рота, ЭОН-22), дивизионы учебных катеров и учебных кораблей ВМС). После демобилизации в звании майора вернулся в Сибирь.
В 1956 году окончил Томский государственный университет по специальности «геология», работал в Северо-Енисейском рудоприисковом управлении треста «Енисейзолото» (Красноярский край). В 1969 году защитил кандидатскую диссертацию.
Трудовую деятельность начинал участковым геологом на руднике.
- 1963—1973 гг. — первый секретарь Мотыгинского районного комитета КПСС,
- 1973—1982 гг. — начальник Красноярского территориального управления Министерства геологии СССР. При его участии открыто несколько месторождений полезных ископаемых,
- 1982—1993 гг. — генеральный директор ПО «Красноярскгеология»
- 1993—2014 гг. — директор НПЦ «Центрсибгео».

Скончался 29 ноября 2016 года в Красноярске.

## Награды и звания
- Два ордена Трудового Красного Знамени;
- Орден «Знак Почёта»;
- 12 медалей;
- Государственная премия СССР — за открытие и разведку Олимпиадинского золоторудного месторождения.
- Заслуженный геолог РСФСР[2];
- Почётный гражданин Красноярского края (2002)[2][3][1]
- Почётный геолог Монголии.